# Departamentul Cauca
Departamentul Cauca (Departamento de Cauca) este o provincie în sud-vestul Columbiei. Cauca se întinde pe o suprafață de 29.308 km², în anul 2005 avea 1.268.937 loc. cu densitatea de 43 loc./km². La vest Cauca se mărginește cu Pacificul. Insulele Gorgona și Malpelo, prima se află la 50 km, iar a doua la 450 km de coastă, ambele insule  aparțin departamentului Cauca. La nord provincia se învecinează cu departamentele Valle del Cauca și Tolima, la est cu departamentul Huila și Caquetá. La sud se află departamentele Putumayo și Nariño. Cauca este una dintre departamentele cele mai sărace, cu cel mai mare procent al populației amerindiene. În departament predomină ramura agricolă, practicându-se mai ales cultivarea porumbului, trestiei de zahăr, grâului, bananelor, cafelei și cartofului. În provincie există zăcăminte de aur,  șisturi bituminoase și sulf. Pe teriroriul departamentului se află parcul natural Gorgona y Gorgonilla. 

## Localități
| Localități             | Nr. loc. în 2005 |
| ---------------------- | ---------------- |
| Almaguer               | 20.463           |
| Argelia                | 24.538           |
| Balboa                 | 23.602           |
| Bolívar                | 43.978           |
| Buenos Aires           | 26.961           |
| Cajibío                | 34.706           |
| Caldono                | 30.906           |
| Caloto                 | 36.921           |
| Corinto                | 28.310           |
| El Tambo               | 45.804           |
| Florencia              | 6.028            |
| Guapi                  | 28.663           |
| Inzá                   | 26.989           |
| Jambaló                | 14.625           |
| La Sierra              | 10.937           |
| La Vega                | 38.435           |
| López                  | 19.326           |
| Mercaderes             | 17.702           |
| Miranda                | 33.245           |
| Morales                | 24.391           |
| Padilla                | 8.336            |
| Paez                   | 31.800           |
| Patía                  | 33.195           |
| Piamonte               | 7.083            |
| Piendamó               | 35.804           |
| Popayán                | 257.512          |
| Puerto Tejada          | 44.324           |
| Puracé                 | 14.970           |
| Rosas                  | 12.666           |
| San Sebastián          | 12.820           |
| Santander de Quilichao | 80.282           |
| Santa Rosa             | 9.579            |
| Silvia                 | 30.960           |
| Sotara                 | 15.696           |
| Suárez                 | 19.244           |
| Sucre                  | 8.955            |
| Timbío                 | 30.028           |
| Timbiquí               | 20.885           |
| Toribio                | 26.512           |
| Totoró                 | 17.430           |
| Villa Rica             | 14.326           |